# Рут, Джеймс
Джеймс «Джим» Рут (англ. James Root, полное имя Джеймс Дональд Рут, англ. James Donald Root; род. 2 октября 1971, в Лас-Вегасе, штат Невада) — американский музыкант, гитарист американской группы Slipknot и бывший гитарист Stone Sour. Также известен по своему номеру — #4.

## Жизнь и карьера
В детстве Джеймс рос, почти не видя своих родителей, так как те работали 24 часа в сутки. Джеймс очень часто был дома один. У него не было примеров для подражания, кроме его друзей.
Свою первую гитару получил от матери в 13 лет:
Я просил её и просил, но вскоре, наконец, она купила мне гитару на Рождество, и это была Memphis.
Первой группой, в которой начал играть Джеймс, была Atomic Opera.
Позднее, Джеймс ушёл из Atomic Opera, чтобы присоединиться в 1995 году к Stone Sour. Но в 1997 году вокалист Stone Sour Кори Тейлор решил покинуть группу, и стал новым вокалистом Slipknot. После этого в Stone Sour решили не искать ему замену, и группа распалась.
После развала Stone Sour Джеймс присоединился к группе Deadfront. В группе были Шон Экономаки и Дэнни Спэйн, Аррон Пелтц и Макс Хадсон. Группа выпустила альбом Nemesis.
Джеймс играл в Deadfront вплоть до конца 1998 года, до того момента, когда гитарист Slipknot Джош Брэйнард решил покинуть группу. На его место встал Джеймс. Он пришёл в группу, когда та уже заканчивала запись своего дебютного альбома, и Рут успел записаться только на одной песне — Purity.
Группа быстро стала известна и успела выпустить пару альбомов. Но к 2003 году Slipknot были на грани распада и Джеймс вместе с Кори Тейлором решили восстановить Stone Sour. Этот проект оказался успешным. Тираж дебютного альбома Stone Sour достиг полумиллиона; группа, также как и Slipknot, номинировалась на Грэмми.
В июне 2012 года Джеймс обратился в больницу, где врачи установили, что пару недель назад у него лопнул аппендикс и это может угрожать его жизни.
17 мая 2014 года Stone Sour выпустили официальное заявление, в котором говорится, что Джеймс уже не участник группы.

### Личная жизнь
C августа 2004 года Джеймс встречался с Кристиной Скаббиа вокалисткой группы Lacuna Coil. В мае 2017 года пара рассталась, о чём Скаббиа несколько раз сообщила на своей официальной странице в Facebook.

## Маска

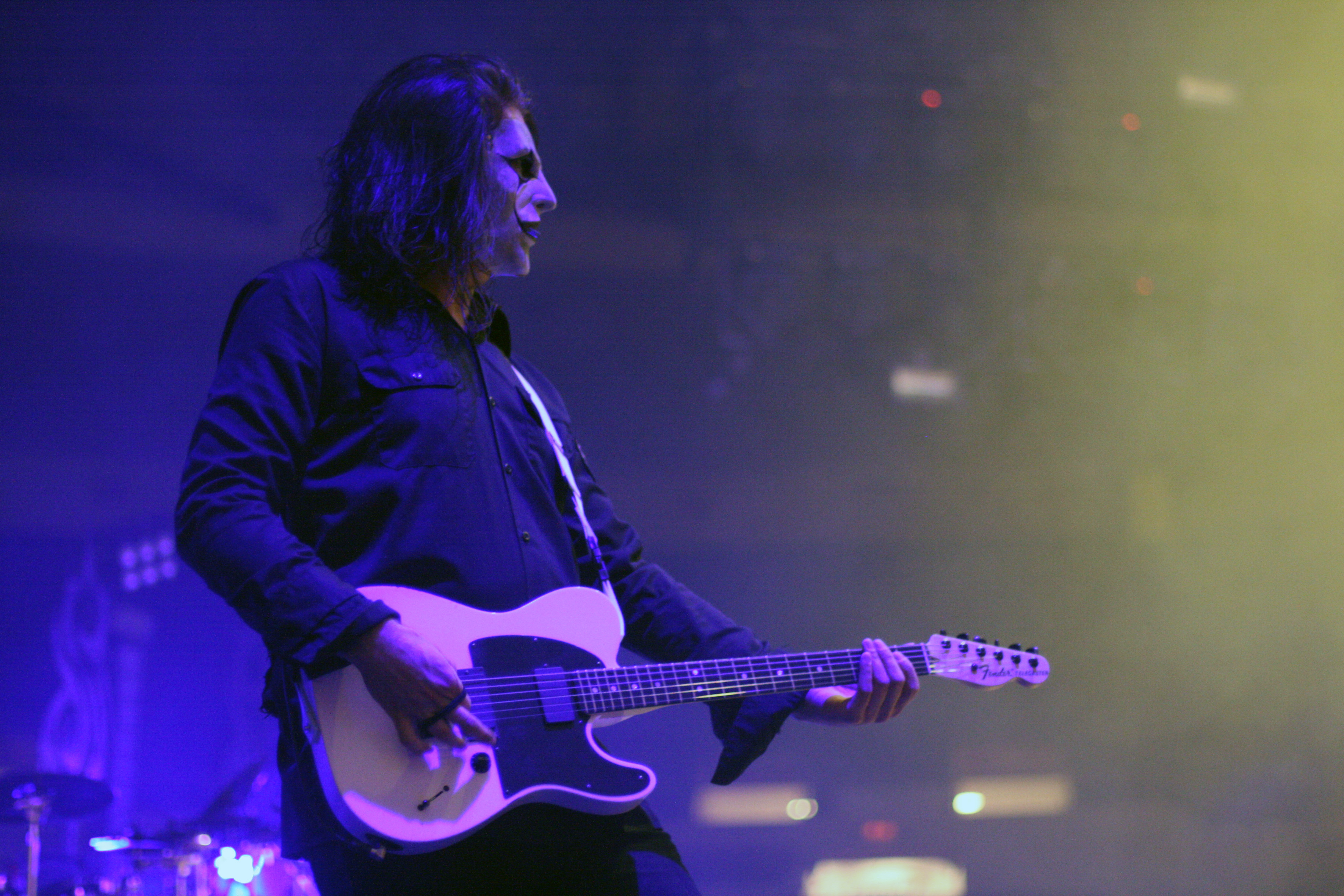
Джим Рут в маске

Так как Джеймс пришёл в группу в 1999 году, то не имел отношения к альбому Mate.Feed.Kill.Repeat. На первом альбоме он носил обычный чёрный мешок из кожи, с прорезями для глаз и рта, как и прошлый гитарист группы, Джош Брэйнард. Эту маску можно увидеть на обложке альбома Slipknot. Но Руту было очень трудно в ней играть, так как уши тонули в поте из-за того что маска была мала для его головы, так что в 1999 году, он меняет её на белую маску шута, сделанную из латекса, символизировавшего его весёлый характер. На рту молния, а на подбородке что-то вроде маленькой бородки. На глазах нарисованы ромбы, как у шутов.
При записи Iowa, Джеймс носит ту же белую маску шута. К концу 2001 года она меняется. Теперь у этой маски более грозный вид. Скулы приподняты, а брови опущены. Ромбы стали темнее, а на подбородке вместо бороды появился рог, как у демона.
В 2004 году Рут кардинально меняет свою маску, на этот раз она сильно отличалась от предыдущих: это маска белого цвета, с чёрными узорами. Также теперь на ней выделяются губы, а между ними молния. От правого глаза и до губ идёт чёрная линия.
После записи альбома All Hope Is Gone носит ту же маску, что и ранее, но с более чётко выделенными скулами, губами и бровями. Вследствие этого, она больше похожа на разукрашенное человеческое лицо, нежели на маску.
В одном из интервью Джеймс сказал, что его имидж полностью взят с Эрика Дрэйвена (фильм Ворон, 1994г), и действительно, если сравнить, их внешний вид совпадает.
На фестивале Ozzfest 2013 в Японии, Джеймс, как и другие участники, представил новую маску. Это обрезанная маска времён All Hope Is Gone, где отсутствует подбородок, так как с ним было неудобно из-за бороды. Также маска была перекрашена в серебристый цвет.
Новая маска для пятого альбома была продемонстрированна в клипе на песню «The Devil In I». Она представляет собой маску периода AHIG, обрезанную в районе подбородка.
Маска для альбома We Are Not Your Kind стала минималистичнее, в частности исчез ромб на левом глазу.

## Факты
- Он самый высокий среди коллег по группе, его рост — 198 см.[10]
- Джеймс Рут — амбидекстр. Пишет как правой, так и левой рукой. От рождения он левша, но играет на гитаре правой рукой.[11]

## Оборудование

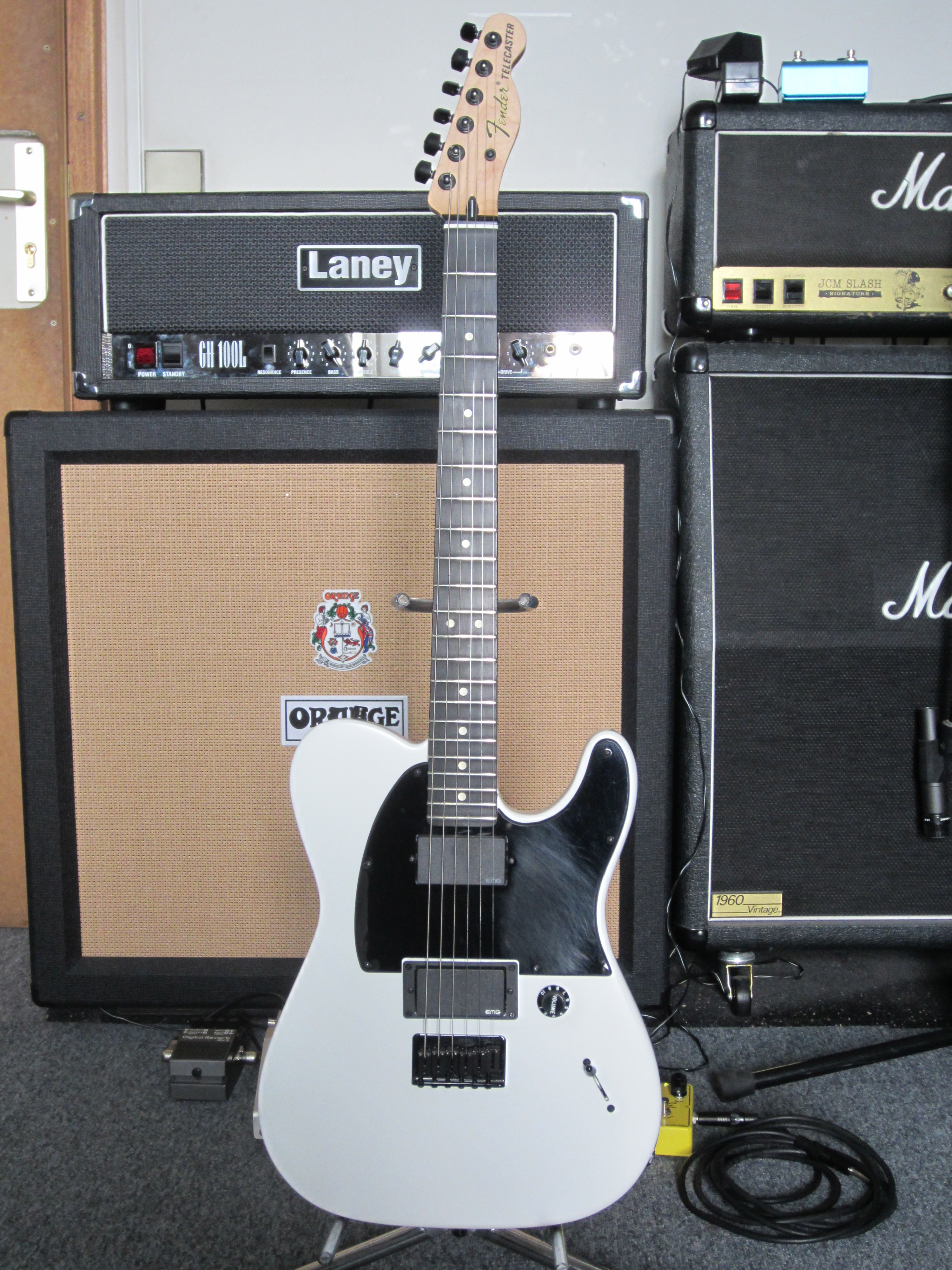
Модель Fender Telecaster, разработанная совместно с Джеймсом Рутом

В июле 2007 года, компания Fender выпустила для Джима подписную гитару «Jim Root Telecaster», гитара позднее была запущена в серийное производство. Эта гитара также взяла победу в номинации Hottest Guitar от читателей британского журнала «Total Guitar».
До заключения эндорсмента с Fender, Джим пользовался различными гитарами компаний PRS, Jackson, Charvel, и Maverick. С 2009 года Рут начал использовать Gibson Flying V со звукоснимателями EMG. В январе 2010 года Fender выпустила в серийное производство «Jim Root Stratocaster», которой Джим пользовался на протяжении всего турне 2009 года.
В 2012 году компания Orange Amplifiers анонсировала новый подписной гитарный усилитель Tiny Terror, разработанный в сотрудничестве с Джимом Рутом. Его схема базируется на Rockerverb 100 — главном усилителе Рута. Усилитель и кабинеты были также запущены в серийное производство. Оформлен усилитель весьма скромно: на передней панели имеется лишь номер (#4) и автограф музыканта; на задней — логотипы Slipknot и Stone Sour.
Вот что сказал Джим о своей подписи:
То, что я подписал этот усилок номером, который использую в Slipknot, кажется логичным. Я не склонен ставить логотип группы или художества [иллюстрации] повсюду, но возможно, это будет началом конца этого.
В этом же году была выпущена в серийное производство удешевлённая версия гитары «Jim Root Telecaster» под брендом Squier. Эти гитары содержат более дешёвые хамбакеры закрытого типа.
Ниже приведён список инструментов и оборудования, которые Джим Рут использовал и/или продолжает использовать в настоящее время:
Гитары
| - Fender Custom Shop Jazzmaster (Со звукоснимателями EMG 81/60, трёхпозиционый переключатель и один регулятор громкости, подписная модель) - Jim Root Signature Fender Stratocaster - Jim Root Signature Fender Telecaster - Jim Root Signature Fender Stratocaster (Silverburst) - Custom Fender Telecaster - Fender Flathead Telecaster - Fender Flathead Telecaster Showmaster - Custom Fender Stratocaster - David Gilmour Signature Stratocaster (для песен Hesitate и Through Glass) | - Gibson Flying V (Оригинальные звукосниматели заменены на EMG 81/60 и регулятор тона отключён и физически удалён) - Gibson Firebird (только в студии) - Jackson SL1 Soloist - Jackson SL3 Soloist - PRS Private Stock Black - Maverick JR-4 - Акустическая гитара Martin Acoustic - Gibson Explorer - PRS Standart 24 black (Custom built with moon inlays & EMG humbuckers) |

Эффекты
| - Dunlop Crybaby 530Q - Dunlop JH3S Jimi Hendrix Octave Fuzz - DigiTech Hyper Phaser - Digitech Whammy 4 pedal - Digitech Tone Driver pedal - Digitech Synth Wah pedal - Digitech Multi-chorus - Digitech Digidelay - Dunlop Auto QÊ pedal - Fractal audio Axe-fx II - Vox Tonelab | - BOSS AC-3 - BOSS DD-3 - BOSS NS-2 - Maxon AF-9 Audio Filter - Maxon OD-9 Overdrive - MXR Auto Q Wah - MXR Carbon Copy - MXR Phase 100 - Electro-Harmonix Small Stone - Electro-Harmonix Micro POG - Audio-Technica wireless units |

Усилители
| - Rivera Knucklehead Reverb 100 6L6 - Rivera Knucklehead Reverb 100 KT88 - Rivera K412 speaker Cabinets | - Orange Rockerverb Heads - Orange 4x12 Cabinets - Randall Isolation Cabinet |

## Дискография
| Slipknot - 1999: Slipknot - 2001: Iowa - 2004: Vol. 3: The Subliminal Verses - 2005: 9.0: Live - 2008: All Hope Is Gone - 2012: Antennas to Hell - 2014: .5: The Gray Chapter - 2019: We Are Not Your Kind - 2022: The End, So Far | Stone Sour - 2002: Stone Sour - 2006: Come What(ever) May - 2010: Audio Secrecy - 2012: House of Gold and Bones Part 1 - 2013: House of Gold and Bones Part 2 | Другие проекты - 2005: Roadrunner United — The All-Stars Sessions (Roadrunner United) - 2006: The New Leader (DJ Starscream) - 2007: The Devil Knows My Name (John 5) - 2008: Got Money (Lil Wayne remix) (Jonathan Davis and the SFA) - 2008: Pay for It (Mindless Self Indulgence) - 2009: A Song for Chi (Various artists) |